# Ligne de Metz-Ville à Château-Salins
La ligne de Metz à Château-Salins est une ancienne ligne de chemin de fer française à écartement standard et à voie unique non électrifiée du département de la Moselle. 
Elle constituait la ligne 099 000 du réseau ferré national. Auparavant elle comportait le numéro 118 du réseau de l'Est.

## Historique
Déclaration d'utilité publique :
- De Metz à Château-Salins, le 31 mars 1898

Mise en service :
- De Liocourt à Château-Salins, le 1er mai 1904 [2]
- De Metz à Liocourt, le 1er décembre 1904 [3].

Fermeture au trafic voyageurs :
- De Delme à Château-Salins, le 25 février 1953 (à la suite d'un éboulement à Fresnes-en-Saulnois).
- De Metz à Delme, le 4 octobre 1953.

Fermeture aux trafic marchandises :
- La section Delme - Augny a été fermée au trafic marchandises le 3 avril 1972[3].

Déclassement :
- De Delme au km 57,750, le 26 juillet 1969
- De Secourt-Solgne à Delme (km 29,000 à 42,630), le 26 juillet 1973[4]
- Du km 57,750 à Château-Salins, le 20 mars 1978[5]
- D'Augny à Pommérieux (km 6,200 à 17,780), le 11 décembre 1992[1]

## Description de la ligne

### Tracé - Parcours
La ligne se détache de la ligne de Champigneulles à Sarralbe au nord de la gare de Château-Salins. Elle franchit la Petite-Seille, puis gravit par une série de boucles très prononcées, entre les forêts de Gremcey et de Château-Salins, le plateau en rive droite de la Seille où elle serpente pendant 40 km. Entre Delme et Secourt elle longe la limite ouest de la côte de Delme, franchit la Seille à hauteur de Coin-sur-Seille et longe la rive gauche de la rivière sur 11 km, avant de rejoindre la ligne de Réding à Metz.

### Caractéristiques
Construite le long de la frontière franco-allemande de 1870, elle avait un intérêt stratégique pour les autorités militaires. Elle adopte donc un tracé sinueux, à fond de vallée, qui lui permet de rester à l'abri des tirs ennemis. Ces nombreuses courbes, dont certaines atteignaient 250 m de rayon de courbure, empêchaient les vitesses élevées. Dans les années 1920 il fallait ainsi 2h30 pour parcourir les 58 km du trajet de Metz à Château-Salins; à la même époque les trains circulant sur la ligne  Paris-Bruxelles approchaient la vitesse moyenne de 90 km/h.
Son profil était médiocre, les déclivités maximum étaient de 16 mm/m. Elle passait de l'altitude 179 m à Metz-Ville à l'altitude de 206 m à Château-Salins.
Elle a toujours été à voie unique avec des évitements dans les gares principales.

### Infrastructure
Cette ligne ne comportait pas d'ouvrages d'art significatifs en dehors du viaduc métallique de Secourt.

## Exploitation
Dès 1936 elle est donc fortement concurrencée par les lignes d'autocar.  
Des trains de fret ont continué à circuler entre Metz et Augny jusqu'à 2005 environ afin de desservir le service des essences de la BA 128 de Marly Frescaty ainsi qu'assurer la desserte de l'embranchement particulier de la casse de voiture à la ZAC des Garennes de Marly. Cette section est désormais non exploitée et la voie a été recouverte de bitume à certains passages à niveau à Montigny les Metz (quartier Saint Privat). 

## Réaménagement de la plateforme en piste cyclable
La plateforme a été réaménagée en piste cyclable de Marly à Coin sur Seille et depuis plus récemment jusqu'à Pommérieux Gare. À terme, elle devrait s'étendre sur 21 km.